# Boulay-les-Barres
Boulay-les-Barres là một xã trong tỉnh Loiret, vùng Centre-Val de Loire bắc trung bộ nước Pháp. Xã này nằm ở khu vực có độ cao từ 118-131 mét trên mực nước biển.